# Microrégion de Guarapuava
La microrégion de Guarapuava est l'une des trois microrégions qui subdivisent le centre-sud de l'État du Paraná au Brésil.
Elle comporte 18 municipalités qui regroupaient 385 796 habitants en 2006 pour une superficie totale de 16 101 km².

## Municipalités[1]
- Campina do Simão
- Candói
- Cantagalo
- Espigão Alto do Iguaçu
- Foz do Jordão
- Goioxim
- Guarapuava
- Inácio Martins
- Laranjeiras do Sul
- Marquinho
- Nova Laranjeiras
- Pinhão
- Porto Barreiro
- Quedas do Iguaçu
- Reserva do Iguaçu
- Rio Bonito do Iguaçu
- Turvo
- Virmond